# برودوسپلیت
 برودوسپلیت بزرگ‌ترین کارخانه کشتی‌سازی در کرواسی است که در سمت شمال شبه جزیره اسپلیت قرار دارد.

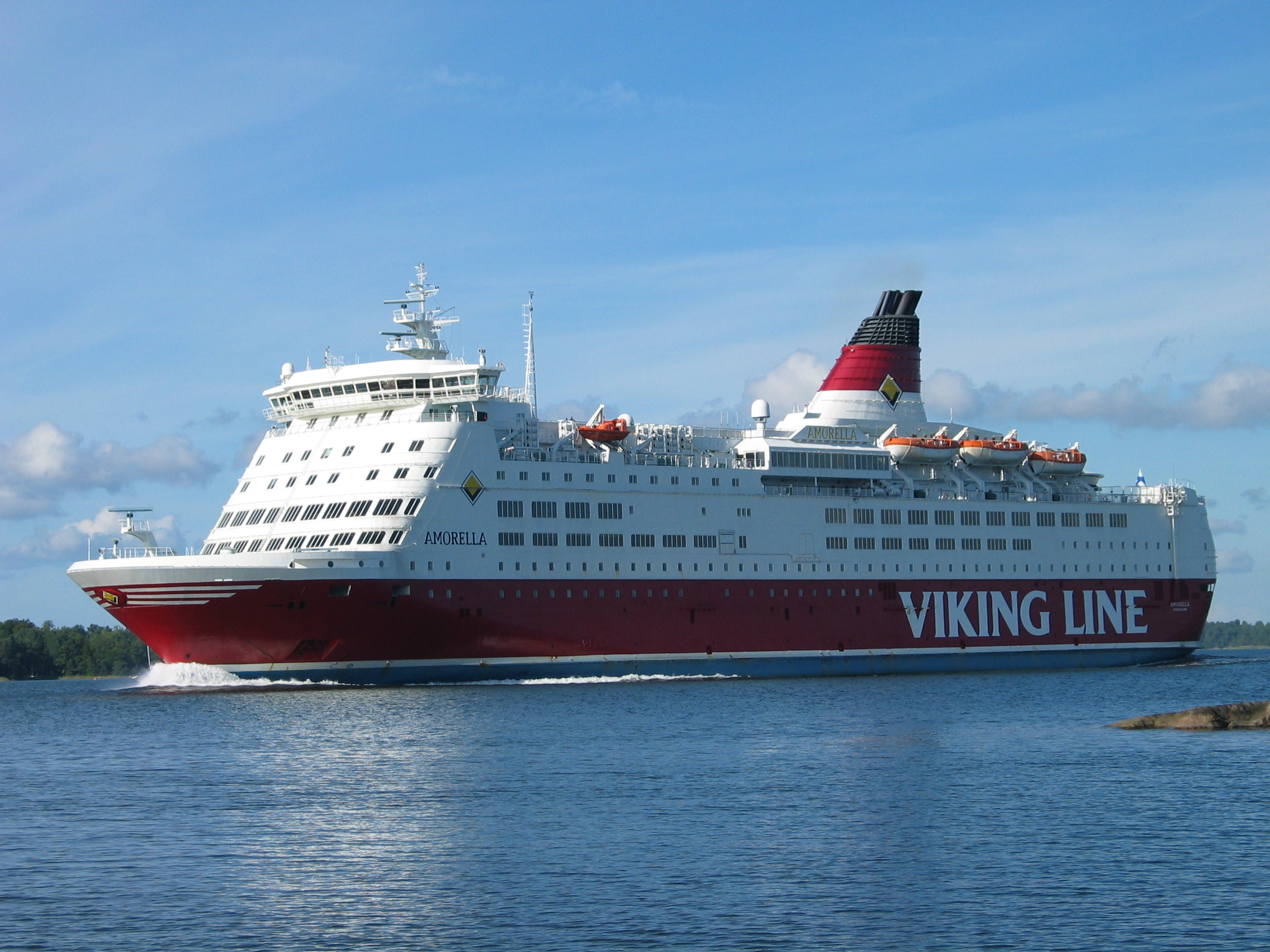
ام‌اس آموریا

برودوسپلیت می‌تواند کشتی‌هایی با طول ۲۸۰ متر و ۱۶۶٬۰۰۰ تناژ وزن مرده را در یک قطعه ساخت و راه‌اندازی کند.
تا به امروز، این شرکت حدود ۳۵۰ کشتی با مجموع وزن مرده بالای ۹ میلیون تن، از جمله بسیاری از نفت‌کش‌ها، پاناماگذر و غیر پاناماگذر، و همچنین کشتی‌های کانتینری، حامل‌های باربری، کشتی‌های فله‌بر، کشتی‌های لایروب و کشتی‌های مسافربری را تحویل داده‌اند.
۸۰ درصد از کشتی‌های ساخته‌شده به بسیاری از کشورها مانند انگلستان، فرانسه، فنلاند، نروژ، سوئد، لهستان، آلمان، سوئیس، یونان، روسیه، هند، لیبریا، نیجریه، پاکستان، مکزیک، آرژانتین، برزیل، ونزوئلا و ایالات متحده آمریکا صادر شده‌اند.

## منابع

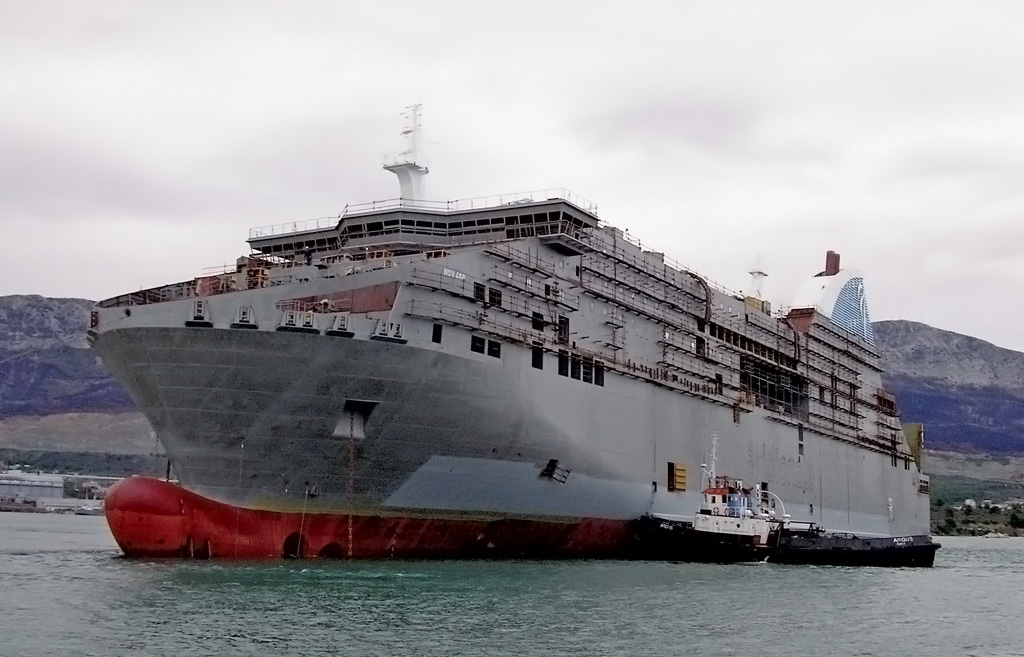
یکی از کشتی‌های ساخته‌شده توسط برودوسپلیت لحظاتی پس از راه‌اندازی